# Hans Mittermüller
Hans Mittermüller (* 10. November 1943 in Neunkirchen; † 26. August 2019 in Kusel) war ein deutscher Off-, Hörspiel- und Werbesprecher sowie Jazzmusiker.

## Leben und  Wirken

### Anfänge und Studienzeit
1943 im saarländischen Neunkirchen geboren, zog seine Familie ein Jahr später nach Pfeffelbach. Dies geschah im Zuge einer Zwangsevakuierung aufgrund einer ständigen Bombardierung auf die Stadt.
In Saarbrücken studierte Mittermüller Wirtschafts- und Sozialwissenschaften sowie Philosophie und Wirtschaftspädagogik. Anschließend bekam er 1968 ein Stipendium an der renommierten Hochschule HEC Paris in seiner französischen Wahlheimat.

### Karriere als Jazzmusiker
Als Mittermüller 15 Jahre alt war, zog die Familie nach Kusel, nachdem sein Vater bei der Brauerei Koch tätig war. Dort war Mittermüllers Vater für die amerikanische Kundschaft in Baumholder und Idar-Oberstein zugeteilt. Mittermüller durfte seinen Vater dort hin und wieder bei seinen beruflichen Tätigkeiten begleiten und kam durch die Amerikaner erstmalig mit der Jazzmusik in Berührung.
Im Rahmen seiner Gymnasialzeit nahm er Schlagzeugunterricht bei Rolf Fußer und Hartwig Bartz, woraufhin bereits erste öffentliche Darbietungen zustande kamen. Später gab Mittermüller als Schlagzeuger, aber auch Sänger Konzerte in unterschiedlichen Formationen (etwa in Brainstream mit Ralf Rothkegel, Martin Krisch und Heiner Franz, gleichnamiges Album 1974) und arbeitete im Studio für Oliver Strauch und andere bekannte Musiker.

### Privater Schicksalsschlag
Als Mittermüller 28 Jahre alt war, verlor er seine erste Frau an den Folgen einer Krebserkrankung. Anschließend zog er als alleinerziehender Vater seine Zwillingstöchter groß. Später lernte er seine zweite Frau Christina Merziger kennen, mit der er bis zu seinem Tod verheiratet war.

### Karriere als Off- und Werbesprecher
In Folge eines mehrjährigen Privatstudiums der Sprechkunst beim Professor der Musikhochschule des Saarlandes Wilhelm Pitsch arbeitete Mittermüller ab den frühen 80er Jahren als freiberuflicher Sprecher.
Im Laufe seiner Karriere war er schließlich für zahlreiche Fernsehsender wie ARD, ZDF, SR, SWR, ARTE, Phoenix, ProSieben, Welt oder dem ORF in TV-Dokureihen und Formaten wie Schätze der Welt, Die Deutschen, Terra X, Galileo oder Eisbär, Affe & Co. zu hören.
Auch in der Werbebranche wurde er für Unternehmen wie AOK, Miele oder Grohe Deutschland eingesetzt. Sein umfangreicher Einsatz brachte ihm in der Branche schließlich den Beinahmen The Voice ein. Dabei war Mittermüller auch nach seiner Pensionierung noch gelegentlich als Sprecher aktiv.

### Tod
Hans Mittermüller starb am 26. August 2019 im Alter von 75 Jahren an einer öffentlich nicht bekanntgegebenen Krankheit in einer Rehabilitationsklinik in Kusel, wie seine Frau Christina Merziger dem SR bekanntgab.

## Hörspiele (Auswahl)
- 1991: Georges Perec: Der Teufel in der Bibliothek – Regie: Ulrich Gerhardt (Original-Hörspiel – SR)
- 1992: Heinz-Werner Geisenberger: Neues aus dem Knast: Kontrollierte Gefühle – Regie: Manfred Hess (Originalhörspiel, Kurzhörspiel – HR)
- 1992: Heinz-Werner Geisenberger: Neues aus dem Knast: Negativ, weil Positiv – Regie: Manfred Hess (Originalhörspiel, Kurzhörspiel – HR)
- 1997: Jack Houlahan: Der Besucher aus Deutschland (Priester) – Regie: Annette Jainski (Originalhörspiel – SR)
- 2001: Denise Bonal: Schrittmuster (Er (älter)) – Regie und Realisation: Heidrun Nass (Originalhörspiel – SR)
- 2001: Lavinia Murray: Momentum (Brundage) – Übersetzung und Regie: Stefan Dutt (Originalhörspiel – SR)
- 2002: Hans-Peter Plocher: Das Theater Michel Tremblays (Sprecher 2) – Regie: Heidrun Nass (Essay – SR)

Quelle: ARD-Hörspieldatenbank

## Rezeption
SR-Intendant Thomas Kleist fand nach Hans Mittermüllers Tod lobende Anerkennung. Seine herausragende, sonore Stimme sei den saarländischen Hörerinnen und Zuschauern gut bekannt gewesen. Seine Art, die Stimme so einzusetzen, dass diese großen Produktionen mit Leben und Tiefe erfüllt wurden, sei einzigartig.